# Gesellschaft Deutscher Aquarellisten
Die Gesellschaft Deutscher Aquarellisten war eine Vereinigung deutscher Aquarellmaler. Sie wurde 1891 in Berlin gegründet mit dem Ziel der generellen Förderung der deutschen Aquarellmalerei.

## Geschichte
Die Gesellschaft Deutscher Aquarellisten wurde im Mai 1891 in Berlin gegründet, angeregt von der seit 1804 bestehenden britischen Royal Watercolour Society. Gründungsmitglieder waren fünf Maler: Franz Skarbina und Hans Herrmann aus Berlin, Arthur Kampf aus Düsseldorf, Hans von Bartels aus München und Max Fritz aus Dresden. Den Vorsitz übernahm Franz Skarbina.
Die Künstler wollten in Berlin spezielle Aquarell-Ausstellungen organisieren, diese sollten anschließend als Wanderausstellungen in Deutschland gezeigt werden. Damit sollte die in der Gunst der Käufer und auch der Künstler weit hinter der Ölmalerei zurückstehende Aquarellmalerei im Lande bekannter gemacht werden und die ihr gebührende Würdigung erhalten. Als Ausstellungsorte fungierten verschiedene Berliner Galerien, etwa die Galerie Amsler & Ruthardt (Gebr. Meder) (ab 1892), die Galerie Gurlitt (1896), die Galerie Eduard Schulte (1898), das Künstlerhaus des Vereins Berliner Künstler (1899) und die Galerie Keller & Reiner (1900).
Zu den Mitgliedern, deren Anzahl von den fünf Gründern bis zum Jahr 1900 auf ca. 20 stieg, gehörten namhafte Künstler wie Carl Bantzer, Gregor von Bochmann, Karl Breitbach, Ludwig Dettmann, Ludwig Dill, Dora Hitz, Julian Fałat, Walter Leistikow, Max Liebermann, Paul Meyerheim, Alexander Schmidt-Michelsen, Friedrich Stahl, Hugo Vogel, Friedrich Wahle und Julius Wengel. Einige dieser Künstler waren gleichzeitig Mitglieder der Vereinigung der XI. Zudem wurden zu den Ausstellungen Gäste eingeladen, etwa Paul Bach, Rudolf Dammeier, Willy Hamacher und Max Uth.
Weitere Vereinigungen mit ähnlichem Hintergrund waren die 1856 gegründete belgische Société royale belge des aquarellistes, die holländische Hollandsche Teekenmaatschappij (1876), in Frankreich die Société des aquarellistes français (um 1879) oder der österreichische Aquarellisten-Club, angesiedelt am Künstlerhaus Wien (1885).